# レバノンの鉄道

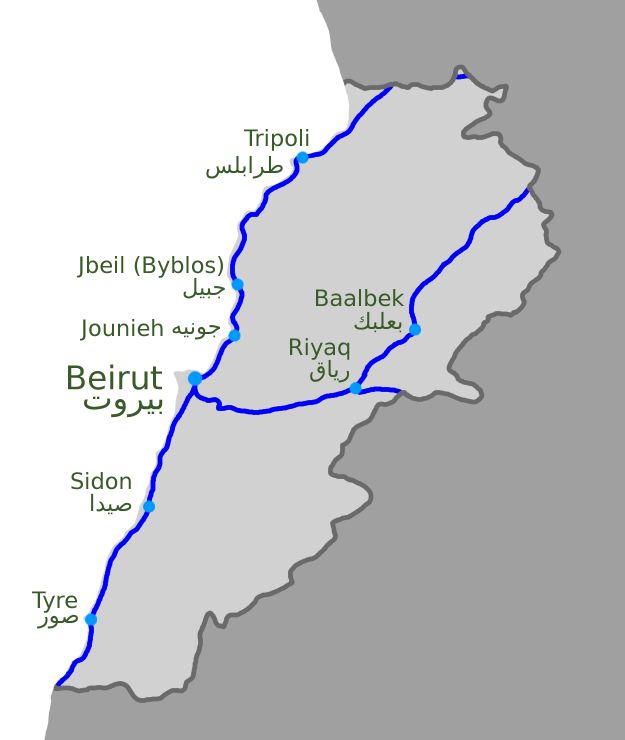
レバノンの鉄道網（レバノン内戦以前の運行状況）

レバノンの鉄道では、レバノンにおける鉄道について記す。
レバノン内戦により鉄道施設が損害を受け、運行は停止し、残りの路線も1990年代に経済的な理由により運行を停止した。

## 軌間
レバノンの鉄道の軌間は標準軌と狭軌（1,050mm）である。

## 鉄道史

### オスマン帝国

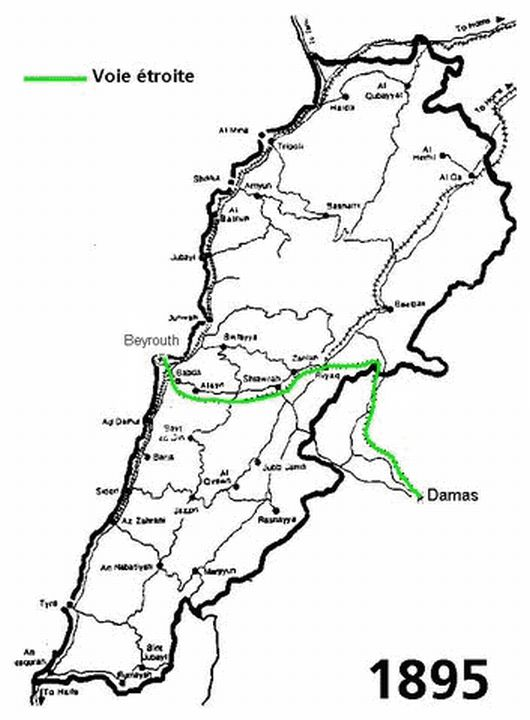
1895年の鉄道網

- オスマン帝国時代の1890年代に鉄道建設が始まった。

### 大レバノン（フランス委任統治領レバノン）

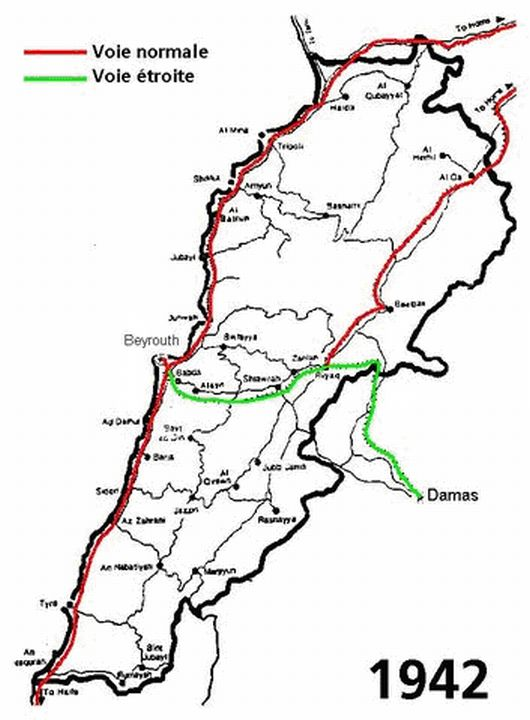
1942年の鉄道網

- フランス委任統治領レバノンにおいて、1942年までにトリポリ (レバノン) - ベイルート - サイダ - ハイファ（当時イギリス委任統治領パレスチナ）を結ぶ標準軌鉄道が完成した。これにより、イスタンブールからカイロまで鉄道による交通網が整備された。

### レバノン独立後
- 1961年 レバノン鉄道設立。
- レバノン内戦(1975年-1990年)により鉄道施設が損害を受けた。

## 事業者
- レバノン鉄道（仏: Chemin de Fer de l'Etat Libanais）

## 隣接国との鉄道接続状況
- シリア - 接続なし
- イスラエル - 接続なし